# Cmentarzysko w Duninie
Cmentarzysko w Duninie (stanowisko Dunino 6) – cmentarzysko przedhistoryczne w dolinie Kaczawy pod Legnicą, nieopodal wsi Dunino w gminie Krotoszyce. Jedno z największych i najbogatszych pod względem liczby znalezisk archeologicznych cmentarzysk kultury łużyckiej w Polsce.

## Historia
Odkrycia dokonano w 2015 podczas prac przygotowawczych do budowy drogi ekspresowej S3. Początkowo liczono się z możliwością znalezienia w tym rejonie pamiątek po bitwie nad Kaczawą z 1813. Na stanowisku Dunino 6 (3,5 ha) odnaleziono cmentarzysko z epoki brązu powstałe około 2800–3300 lat temu (tj. w okresie, gdy funkcjonowała osada wytwórców brązu znad jeziora Koskowickiego), liczące około dwieście pochówków zarówno popielnicowych, jak i jamowych (prawdopodobne odkrycie może obejmować nawet do tysiąca pochówków). Duża część grobów zawiera po kilka urn oraz wiele przedmiotów towarzyszących, zwłaszcza ceramicznych naczyń z pokarmami, ziarnami, bronią lub ozdobami z brązu. Natrafiono m.in. na szpile ozdobne, zawieszki, zausznice, narzędzia (sierpy, osełki), groty oszczepów i włóczni, a nawet przedmioty mające cechy insygniów władzy. Odnaleziono również pozostałości kurhanów osób pozostających wysoko w ówczesnej hierarchii społecznej. Szczególnie bogato przedstawiają się znaleziska z grupy zabawek dziecięcych, m.in. gliniane gruchawki z kulkami (część w użytkowym stanie zachowania). Archeolodzy odnaleźli także wózek rytualny mający służyć przewożeniu dusz. Znaleziska z Dunina uzupełnią wystawę Muzeum Miedzi w Legnicy. 